# Anders Eliasson

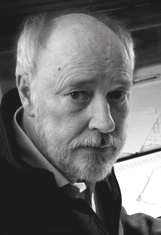
Anders Eliasson

Anders Erik Birger Eliasson (* 3. April 1947 in Borlänge; † 20. Mai 2013 in Stockholm) war ein schwedischer Komponist.

## Biografie
Als dreijähriges Kind stellte sich Eliasson etwas vor, was er später als den Klang eines Orchesters zu benennen lernt. Im Alter von neun ermöglichte ihm seine Mutter, Trompete zu erlernen. Er gründete ein kleines, aus zwei Klarinetten, Posaune, Schlagzeug, Gitarre bzw. Trompete bestehendes Jazzorchester und schrieb mit zehn Jahren Arrangements für seine Mitschüler.
Ein Jazz-Kontrabassist, ein „unglaublicher Musiker“, brachte ihm bei, Akkorde zu erkennen. Im Alter von 14 traf Eliasson auf den Organisten und Komponisten Uno Sandén, der ihn in Harmonielehre und Kontrapunkt unterrichtete.
Mit 16 wurde er in Stockholm Privatschüler des „wunderbaren Valdemar Söderholm“, der ihn „wieder, nach Jahren des Jazz, mit richtiger Musik“ konfrontierte, wie er sie etwa im Alter von zwölf Jahren gehört hatte. „Das erste richtige Musikstück“, das er auf Schallplatte gehört hatte, war Joseph Haydns 104. Sinfonie gewesen.
Von 1966 bis 1972 studierte Eliasson an der Königlichen Musikhochschule Stockholm Kontrapunkt und Harmonielehre bei Valdemar Söderholm und Komposition bei Ingvar Lidholm; bis 1973 war er Mitglied des Artistic Committee der Electronic Music Foundation Stockholm. Aus dieser Zeit haben sich acht„mit größtem technisch-mathematischen Aufwand produzierte Bänder erhalten.“
Erste größere Beachtung fand er mit dem Chorwerk Canto del vagabondo (1979) und der 1. Sinfonie (1986), für deren „Originalität, Authentizität und musikalische Klarheit“ er 1992 den Nordic Council Music Prize erhielt. 1991 war er Composer in Residence beim Lapland Festival in Arjeplog.
Im akademischen Jahr 1993/94 war Eliasson Gastprofessor an der Sibelius-Akademie in Helsinki. Im Rahmen des Internationalen Komponistenfestivals 1996 in Stockholm, das Eliasson gewidmet war, wurden 37 Werke des Komponisten aufgeführt. 1998 fand in der Stockholmer Berwaldhalle die Uraufführung seines siebenteiligen Oratoriums Dante Anarca statt, das in einem Nachruf auf den Komponisten als „symphonisches Oratorium“ bezeichnet wird.
2007 leitete Christoph Poppen die Uraufführung der einsätzigen Sinfonie Nr. 4 mit dem Symphonieorchester des Bayerischen Rundfunks. Eliasson plante das Werk als Beginn einer „symphonischen Trilogie“. Die 5. Symphonie schwebte ihm als „einsame Fahrt“ vor, die 6. sollte „Neuland erreichen.“
2008/09 war Anders Eliasson gemeinsam mit den Komponisten Kalevi Aho, der Juryvorsitzender war, und Magnus Lindberg Juror des 2. Internationalen Uuno Klami Kompositionswettbewerbes.
2009 wurde Eliassons Quo Vadis für Tenor, Chor und großes Orchester ebenfalls in der Berwaldhalle uraufgeführt. Das Werk trägt keine Gattungsbezeichnung; im CD-Beiheft akzeptiert der Komponist die Bezeichnung „symphonische Kantate“ oder „symphonische Musik“. Für dieses Werk ist mittlerweile der Begriff „einsätzige oratorische Symphonie“ vorgeschlagen worden.
Die Uraufführung des von Manfred Honeck unmittelbar nach der Uraufführung von Dante Anarca angeregten und vom RSO Schweden in Auftrag gegebenen knapp einstündigen Werkes am 15. Mai 2009 fand mit dem Tenor Michael Weinius, dem Sveriges Radios Symfoniorkester und dem Schwedischen Radiochor statt. Dirigent der Aufführung war Johannes Gustavsson.
Seit 2000 waren an größeren Werken fünf Instrumentalkonzerte entstanden: ein Konzert für Posaune und Orchester, ein Konzert für Altsaxophon und Streichorchester, ein Doppelkonzert für Violine, Klavier und Orchester, ein Doppelkonzert für Violine, Viola und Kammerorchester bzw. Einsame Fahrt. Konzert für Violine und Orchester. Das Werk wurde am 27. Oktober 2011 in Stockholms Berwaldhalle uraufgeführt (Solist: Ulf Wallin, Sveriges Radios Symfoniorkester, Dirigent, wie schon bei der Uraufführung von Dante Anarca, war Manfred Honeck) und mit dem „Preis der Schwedischen Musikverleger 2012“ zur besten Komposition des Jahres 2011 in der Kategorie „Orchester/Oper“ ausgezeichnet. Eliasson ist der bislang einzige schwedische Komponist, der diese Auszeichnung zwei Mal erhalten hat. 2007 nahm er sie für seine 4. Symphonie in Empfang.
Anders Eliasson war bis 2011 der erste Composer in Residence des 2005 gegründeten, in New York beheimateten, Arcos Chamber Orchestra. Künstlerischer Leiter und Chefdirigent dieses Orchesters war John-Edward Kelly.
Die 'Internationale Anders Eliasson Gesellschaft' wurde am 7. März 2016 in Wien als Verein zugelassen. Ihre konstituierende Sitzung fand im Konserthuset Stockholm am 11. März statt.

## Musik

### Harmonik
Mitte der 1960er Jahre hat Eliasson, eigener Aussage nach, „eine neue Sprache entdeckt. Es ist eine aus einfachsten modalen Bausteinen“ gespeiste Tonsprache. Sie ist „jenseits der alten Dur-Moll-Tonalität, eine neue Tonalität.“ Sein „System, das kein System ist“, gründet auf „zwei Modi, einem eher lydischen und typisch dorischen, aber für mich sind sie weder lydisch noch dorisch!“ Es sei leicht, „zwischen diesen Modi zu wandern. Trotz der Beschränkung eröffnet es unbegrenzte Möglichkeiten.“ Dieses neue tonale System könne „sich weit, extrem weit, vom Fundament entfernen, aber es ist für mich auch dann immer auf das Fundament bezogen.“ Mit jedem neuen Takt entdecke er, sagt er, neue Möglichkeiten, „horizontal und vertikal“ musikalisch zu denken.
Nicht der Quintenzirkel ist die Basis dieser „neuen Tonalität“. Jede dritte Quint steht in nächster Nachbarschaft, was in idealer Weise „reine, nicht-temperierte Intervalle“ ergeben würde, aber der Notationspraxis fast zum Opfer fällt. „Es gibt in diesen triangulatorischen Verhältnissen immer eine Öffnung.“ Am ehesten vergleichbar damit sei die reine pythagoreische Stimmung.
Eliasson arbeitete mit zwei (meist) vierstimmigen Akkordtypen und einer 9-tönigen Skala, die auf C basiert. Auf der „Dreiecksinnenseite“ folgt die Quint G, dann in einer Spiralbewegung D-A–E-H-FIS-CIS-AS(GIS)-B und F. Diese Harmonik nennt er „triangulatorisch“. CIS und ES nennt Eliasson „Satelliten-Töne“ („ES“, sagt er, findet sich „fast immer im Bass“), auch B, „was sich am ehesten wie die Subdominante“ (der harmonische Ruhepol), „anfühlt, aber nicht identisch mit ihr ist, was Musiker und Dirigenten oft verunsichert, weil sie sich nach dem Dur-Moll-System orientieren“; selten noch GES und, „erst später entdeckt, AS. Trotz, oder eher wegen, der Beschränkung eröffnen sich unbegrenzte Möglichkeiten.“ Begriffe wie Subdominante würden zu Missverständnissen führen, „denn es handelt sich nicht um eine Funktionsharmonik.“ Aber Eliasson „weiß nicht, ob es nicht doch eine Funktionsharmonik ist.“ In ihrer Erforschung sei er „immer noch fast am Anfang […]“ gewesen. In der im März 2012 erschienen schwedischsprachigen Monographie wird Eliasson mit den Worten zitiert: „Men det är nagot helt nytt, som att betrakta universum fran ny position. Der är mysteriöst och jag har inte sett allt som finns i det, bara ett litet korn av en otrolig rymd“.(„Es ist etwas völlig Neues, so dass man das (tonale) Universum von einer neuen Position sieht. Es ist geheimnisvoll, ich habe noch nicht alles erkannt, nur ein Korn in einem unendlichen Universum.“)
Seine Akkorde schied er, bewusst „technische Sprache“ vermeidend, in „runde“ („runda ackord“: C-G-D-A) und „eckige“ („fyrkantiga ackord“: C-D-H-F) bzw. „kosmisch-unendliche“ und „irdisch-begrenzte“). Eliasson wollte solche Begriffe als bloße „Andeutungen“ verstanden wissen.

### Abkehr von Ästhetiken und -ismen
11 Werke für Soloinstrumente bzw. Kammerensembles tragen den Titel „Disegno“ (Zeichnung, aber auch Muster, Plan, Entwurf, ein Bild; noch nicht ganz die Sache selbst). Eliasson wollte eine „Form so klar wie Glas“ finden. Inspiriert wurden sowohl Titel als auch Arbeitsweise von der japanischen Tuschmalerei, in der „das Motiv mit wenigen Strichen eingefangen wird. Für Musik braucht man etwas länger als mit Tusche, aber es gibt gewisse Abhilfen.“ So versetzten Primzahlen Eliasson, eigener Aussage nach, „in kindliches Staunen“, sie wirkten auf ihn „auf vielerlei Weise mystisch. […] Jedenfalls haben sie mir geholfen, meine Musik zu strukturieren.“
Für Eliasson skizzieren bzw. entwerfen Werke mit diesem Titel so etwas „wie einen Katalog möglicher Spieltechniken.“ Sie dienen ihm etwa der Erkundung „klanglicher Möglichkeiten innerhalb des traditionellen, fest etablierten homogenen Quartettklangs.“ Sie sind noch nicht das Angestrebte. Stig Jacobsson verweist auf den Beginn des Disegno per quartetto d’archi. Die erste Violine spielt sul ponticello, während die anderen Instrumente pizzicato, sffz und ohne Vibrato spielen, später schrittweise Coll’arco und mit Vibrato. Eliassons Interesse an diesen Klangtechniken galt dem „Konflikt zwischen Energie und Farbe.“
Mit den Jahren wurde Eliasson mit Kommentaren zu eigenen Werken immer zurückhaltender, auch hat er weder programmatische noch kompositionstechnische Schriften verfasst. Als Grund nannte er in Interviews und Gesprächen, dass Reden über Musik sehr rasch banal, technisch bzw. subjektiv werde. Provokant nennt daher das CD-Booklet zum Concerto for Violin, Piano & Orchestra und der Sinfonia per archi Eliasson, im Sinne des kolumbianischen Aphoristikers Nicolás Gómez Dávila, einen „Künstler von gestern.“ Dávila: „Bis gestern arbeitete der Künstler ohne Theorie oder berief sich auf ein- und denselben Gemeinplatz, um die verschiedenartigsten Werke zu begründen. Doch seit kurzem werden die Werke von Ästhetiken erdrückt.“ (CD-Beiheft cpo 2008, S. 4) Als Eliasson in einem Interview mit einem Satz von Pierre Boulez aus den 1950er Jahren konfrontiert wurde („Wir wollen nur den einfachsten Sinn für Realität sprechen lassen, dass nach den Entdeckungen der Wiener Schule – Arnold Schönberg, Alban Berg, Anton von Webern – jeder Komponist unnütz ist, der sich außerhalb der seriellen Bestrebungen stellt.“), war die „mittlerweile selbstironische Reaktion“ des Komponisten: „Ja, ich bin ein unnützer Komponist.“
Musik, so Eliasson, brauche vor allem Bewegung, „Harmonien, also verschiedene Räume.“ Das Problem in der „zeitgenössischen Musik ist doch seit Jahrzehnten die Harmonie.“ Eine der Lösungen waren Klangflächen (Spektralmusik, Musique spectrale). Für Eliasson sind das „gekünstelte, artifizielle […], zerebrale Übungen ohne Aussage, nur Fassade, hauptsächlich Instrumentation.“ Er vermisst darin jene „Spannung, die für eine aus dem Inneren kommende Bewegung notwendig ist.“ Er bestreitet nicht, dass das „fantastisch instrumentierte Musik sein [kann] – aber über einem statischen Geschehen!“ Und wenn dann doch Quinten, Sexten und Läufe verwendet werden, „dann schleppen sie das ganze Gepäck der Musikgeschichte mit sich.“ Eliasson erkannte in dieser Problematik die „Nachwehen der Schönbergschen Dodekaphonie.“ Schönbergs „Dodekaphonie [ist] sehr begrenzt in den Ausdrucksmitteln und […] immer noch von der Dur-Moll-Dualität bestimmt […].“ Wirklich neu sei Anton von Webern gewesen. An ihm beeindruckte Eliasson die „bestechende Klarheit“, etwa der Fünf Sätze für Streichquartett op. 5 (1909). (CD-Beiheft Quo Vadis, cpo 2011, S. 6) Mit dieser Kritik sprach er aus, „was junge Komponisten bis in unsere Tage umtreibt. Weder die Klang- noch die Spektralmusik konnten die Schwierigkeit lösen, denn sie fanden kein Äquivalent für die Doppelfunktion der traditionellen Tonalität: Deren Akkordfortschreitungen und -spannungen bestimmen die Detailläufe, funktionale Akkordbeziehungen aber stellen großräumige Zusammenhänge her. […] Eliassons Komponieren zielte darauf ab, dieses Spannungsverhältnis, ein Merkmal der europäischen Musik, […] wieder in Kraft zu setzen […]. Mit dem veränderten Zugang zum Klangaspekt der Musik verband Eliasson eine Neuinterpretation überlieferter Formen, die als Neoklassizismus nicht zureichend beschrieben wäre.“
Trotz Kritik an Schönberg und seinen Nachfolgern entkam auch Eliasson nicht dem Zwang, seine Harmonik zu rechtfertigen. Diesem Widerspruch versuchte er zu entkommen, indem er sich theoretischen Schriften oder Vorträgen verweigerte. Seit der Bekanntschaft mit Giacomo Orgelias Dante-Dichtung sah Eliasson seine „triangulatorische Harmonik“ und sein „System, das kein System ist“, außermusikalisch in der „Drei-Zeiten-Lehre“ des Joachim von Fiore bestätigt. Während Eliasson diesen Verankerungsversuch lange Zeit offenbar nur privat angedeutet hatte, machte Tony Lundmans Monographie diese Verbindung öffentlich.
Abgesehen davon, dass Eliasson lieber Musik schrieb, „weil ich ja sonst nichts kann und bin“, war ein weiterer Grund, sich nicht in theoretischen Schriften zu seinem „System, das kein System ist“, zu äußern, dass er es für „[h]eikel, ja gefährlich“ hielt, über Musik zu sprechen. Manche glaubten, dass er „Programmmusik mache, aber nichts liegt mir ferner.“ Er schreibe absolute Musik, die, so das CD-Beiheft (cpo 2009), „zu Assoziationen einlädt, dies trotz der polyphonen Abläufe, die im Vergleich etwa zum Fagottkonzert, der 1. Sinfonie oder Desert Point und Ostacoli, in den Werken der letzten Jahre eine Spur weniger rasend und noch 'durchhörbarer' geworden sind.“
Musik „muss sich Ton für Ton beweisen, MUSIK muss für das Ohr einen nachvollziehbaren Zusammenhang ergeben, ein gewisses Maß an Hörkonzentration vorausgesetzt.“ Wenn Musik nicht „anspruchsvoll“ sei, habe es keinen Sinn, sie zu spielen. Musik muss „ansprechen und Ansprüche stellen.“ Er gibt sich, sagte Eliasson, in seiner Musik preis, also verlange er auch von den Musikern und den Hörern Konzentration. (CD-Beiheft Quo Vadis, cpo 2011, S. 6)
Musik sei eigentlich „ganz einfach! Wie Wasser: H20 – Melos, Harmonie, Rhythmus! […] Das meiste, was heute in der Musik als ´innovativ` gilt, wird von […] außermusikalischen Parametern bestimmt.“ Es gibt, so Eliasson, „aber nur ein Universum, und, trotz verschiedener ästhetischer Haltungen, nur eine Musik.“ In Eliassons Rede über Musik sind Pathos und Ironie nicht zu trennen, wie der Autor des CD-Beihefts (CD-Beiheft cpo 2008, S. 5) anmerkt. „Das Universum ist göttlich. Die Moderne hat den Menschen vergöttlicht. Moderne – modernistische – Kunst ist ein Spiegel dieser Arroganz. Ich bin bloß ein Diener.“ Musik ist für ihn „die absolute Quelle der Weisheit. Womöglich die einzige Quelle, die eine Antwort auf die existentiellen Fragen des Einzelnen und unserer Zeit gibt.“ (CD-Beiheft cpo 2008, S. 5)
Somit stehe Eliassons Selbstverständnis „in der Nachfolge von Theologie und Philosophie.“ Denn: Künstlerischer Ausdruck, so argumentierte 1933 der Philosoph Michael Oakeshott in „Experience and its Modes“, sei „nicht der Widerhall einer Transzendenz, sondern eine Erfahrungspraxis. Musik ist demnach keine der Wirklichkeit und der Sprache überlegene Kommunikationsform, sie ist ´einfach anders´ und gehorche anderen Regeln. Eliasson begründet seine Weigerung, einzelne Werke zu erläutern, dass er nicht wisse, woher die Musik komme. Er akzeptiert also keine außermusikalischen Konzepte, die seine Musik hindern, Musik zu werden und trennt nicht, was Oakeshott als Phasen des künstlerischen Akts beschreibt (experience, contemplation und expression), wenn er sagt: 'Zwischen mir und dem Motiv kann ich keine Grenze ziehen.'“
Mit der Ästhetik der Klassik und Modernisten wurde Eliasson während der Studienzeit vertraut. Er war „zunächst einfach glücklich, auf die richtige, wahre Art studieren zu können. Doch als ich das mit der klassischen Musik verglich, erschien mir diese so viel --- besser!“ Als Eliasson in Lidholms Kompositionsklasse aufgenommen wurde, war er „schockiert, weil ich plötzlich jede Verbindung zur Musik in mir selbst verlor, als ich mit [lebenden] Komponisten in Berührung kam, mit Leuten wie Karl [sic!] Karkoschka (eigentlich Erhard Karkoschka) und Roman Haubenstock-Ramati, die liebenswerte Menschen waren.“ Eliasson ergänzt, er „wäre damals fast gestorben, hätte ich nicht heimlich studiert, was ich immer schon in mir gehört hatte.“ Eliasson empfand das Studium bis 1972 als Zeit der Selbstverleugnung: „Rhythmus, Melodien und gewisse Intervalle waren Tabu“. Wie die Glaubenskongregation oder das Politbüro habe in Stockholm die „Montagsgruppe“ über die reine Lehre vermeintlich wissenschaftlich fundierter Musik unter der Leitung Lidholms gewacht. Es sei „keine große Sache gewesen, das alles zu lernen (…): Dodekaphonie, serielle Musik, Aleatorik, musique concrète, graphische Notationssysteme etc.“ Vom 22-Jährigen haben sich acht "mit größtem technisch-mathematischen Aufwand produzierte Bänder" erhalten. Eliasson: „Geräusche und Krach lassen sich aber auch einfacher produzieren.“
Weniger einengend und „unmusikalisch“ fand Eliasson die expressiven Seiten der Musik von Witold Lutosławski und Penderecki. György Ligeti fand er interessant, aber etwas chamäleonhaft, Morton Feldman und Terry Riley anregend, „für kurze Zeit wenigstens.“
Wenn Eliasson Neue Musik kritisiert, dann kritisiert er die Wandlung eines deskriptiven Begriffs zu einem qualitativ-normativen bzw. dogmatischen: "Es war und ist bis heute, unglaublicher Unfug, Schund, nachweislich Bluff […], oft das Ergebnis unglaublicher Unwissenheit und Unkenntnis der Grundlagen, auch pseudophilosophischer, pseudo-wissenschaftlicher Überbau, aber keine MUSIK!” (CD-Beiheft cpo 2011, S. 4) Vieles sei „nicht authentisch gewesen, […] pseudophilosophischer Überbau, aber keine Musik. […] Metrischer Rhythmus, Melodien und gewisse Intervalle waren Tabu. […] Das meiste davon […] ein Zeichen von enormer Unwissenheit und Unkenntnis der Tradition.“ (CD-Beiheft cpo 2008, S. 5)
Seinen Originalitätsanspruch versuchte Eliasson paradox zu formulieren, indem er den Begriff des Neuen für sich beanspruchte: „Ich schreibe Musik, als würde ich von der Zukunft her hören, was heutig ist. Ich schreibe wirklich neue Musik. Klingt anmaßend, ich weiß. Ist aber so.“ (CD-Beiheft Quo Vadis. S. 5). Wer Eliassons „Rede vom Dienen, von Inspiration, Innenwelt bzw. Transzendenz, die Eliasson wörtlich meint“, nicht folgen möchte, könne sie als Reaktion auf „die technische Innovationshörigkeit der Moderne“ auffassen, um diese „zu neutralisieren.“ (CD-Beiheft cpo 2008, S. 4.)

### Neuorientierung
Der Musikwissenschaftler Habakuk Traber erkennt in Eliasson einen jener skandinavischen Vertreter der Moderne, „die den Kanon der europäischen Kultur aus Leidenschaft verinnerlichten, und die dann ihren eigenen Weg einschlugen, ohne Leitbild und ohne Begleitschutz durch den ‚Genossen Trend’, manchmal geradezu in Opposition zu ihm.“ Traber zeichnet eine „historische Linie“ von August Strindberg, Edvard Munch und dem Komponisten Allan Pettersson bis zu Eliasson. „Auf der Suche nach ihrer persönlichen Ausdrucksform“ seien die beiden schwedischen Komponisten in der Avantgarde nicht „heimisch“ geworden: „Teils aktiv, teils beobachtend vollzogen sie Versuche nach, sich aus der Höhenluft des absoluten Fortschritts wieder dem sinnlichen Erleben der Musik zu nähern; doch spürte insbesondere Eliasson an der Komposition mit Klangfeldern und -farben, auch an der Spektralmusik die Fußangel des Kompromisses […].“ Pettersson und Eliasson seien aber nicht, so Traber, „dem Trugbild der Voraussetzungslosigkeit“ erlegen. Sie ließen das „Gelernte … ins Unterbewusstsein sinken und begannen gleichsam von vorn. […] Eliasson verhielt sich zu seiner Kunst ähnlich wie Arnold Schönberg: Er vertraute auf das, was aus dem Fundus der ästhetischen Erfahrung und Ahnung ans Bewusstsein drängte, versuchte, es so genau wie möglich zu erfassen und aufzuschreiben. Danach legte er den scharfen analytischen Verstand an das Geschaffene an. Durch Aushören der eigenen Vorstellungen und Reflexion des Notierten entwickelte er seine musikalische Sprache und seine theoretischen Erkenntnisse in wechselseitigen Anstößen weiter. Für sich entwarf er eine Harmonie- und Formenlehre, die er nie zu einem geschlossenen System verdichtete […].“

## Stimmen zum Werk
„Anders Eliasson passt in keine Schubladen. Und gilt trotzdem als einer der wichtigsten Komponisten des jungen 21. Jahrhunderts. Was zunächst etwas seltsam erscheinen mag, denn Eliassons Werke sind eine sperrige Mischung: komplex, scheinbar durchgerechnet, klanglich nicht eingängig, in Werkbezeichnungen (Concerto, Sinfonia) irgendwo im 20. oder gar 19. Jahrhundert zurückgeblieben. Gleichzeitig ist aber seine Musik von einer solchen sinnlichen Wucht, so präsent, so unvorhersehbar, spannend und dermaßen anspruchsvoll (im positiven Sinne: mit viel Anspruch und ansprechend), dass man in ihm, dem Stillen, der sich kaum je selbst zu sich und seiner Musik zu Wort meldet, zu Recht einen der ganz Großen erkennen kann.“
Doppelkonzert für Violine, Klavier & Orchester
"Wie es der 1947 geborene Schwede schafft, seine Hörer zu bannen, können selbst Experten bislang nur zum Teil erklären: Ein eigener Tonarten-Kosmos und lange Übung in Bachs Kunst des Kontrapunkts tragen dazu bei, sicher auch Eliassons Erfahrungen als Jazzmusiker. Aber der Ausdruck, sagt er, entstehe wie von selbst, er führe nur Protokoll. [Das Doppelkonzert für Violine, Klavier & Orchester ist] „ein Werk, das den Ton-Finder Eliasson als veritablen Wiederentdecker der Harmonie zeigt: Seine wunderbare Sanglichkeit ist den Meisterstücken von Alban Berg oder Sergej Prokofjew ebenbürtig.“
Symphonie Nr.4
Auf die Frage, „[w]elche Partitur hat Sie im letzten Jahr [2007] am meisten beeindruckt?“, antwortete Volker Tarnow: „[Eliassons] vierte Symphonie bestätigt: Keiner komponiert eigenwilliger. Kennen tut diesen Schweden kaum jemand; aber das war bei Franz Berwald und Allan Pettersson ja genauso.“
Pentagramm für Oboe, Klarinette, Fagott, Horn und Klavier
„Ein Werk […], das von der ersten Partiturseite an seine ganz und gar eigensprachliche musikalische Welt entwirft, wo tatsächlich Konsonanz und Dissonanz […] wieder im Ausgleich leben und weben dürfen […]. Ein Beispiel für die Raffinesse der Gestaltung eines formalen Übergangs: Der letzte Takt des eröffnenden Andante-Teils endet mit einem aufsteigenden Dreitonmotiv im Klavier; sofort im ersten Takt des neuen Allegro energico-Teils hören wir es wieder im Horn; auf dessen letzten Ton fallen aber bereits Fagott und Klarinette mit demselben Motiv ein, und somit verknappt sich ein aus zwei Triolen bestehender Sechsachteltakt organisch zum Fünfachteltakt. […] W. A. Mozarts berühmtes gleich besetztes Werk (Es-Dur, 1784) [hat] nach Ludwig van Beethoven (Es-Dur, 1796) im 19. Jahrhundert keine substanzielle Nachfolge gefunden – als hätte sich angesichts des vollkommenen Vorbilds kaum jemand getraut. Erst im 20. Jahrhundert stellten sich mehrere Komponisten dieser heiklen Besetzung. Anders Eliasson katapultierte sich mit seinem Beitrag auf Anhieb in die erste Reihe derer, die dem Mozart-Quintett etwas Würdiges zur Seite zu stellen vermögen.“

## Werke
Titel werden nach Möglichkeit im Original angeführt; in Klammern, sofern das Original nicht englisch, findet sich der deutsche Titel. Ein chronologisches Werkverzeichnis 1968 bis 2012 (einschließlich Karolinas sömn) findet sich in Tony Lundman: Anders Eliasson auf den Seiten 237–253.

### Orchesterwerke
- 1968: Exposition för kammarorkester (Exposition für Kammerorchester). Spieldauer: 7 min; UA: 1968 Århus.
- 1977: Canti in lontananza för liten orkester (Lieder aus der Ferne für kleines Orchester). Aufführungsdauer: 11 min; UA: 1. Oktober 1977, Stockholm Radiohuset (?), Sveriges Radios Symfoniorkester, Dirigent Stig Westerberg.
- 1978: Impronta för orkester. Aufführungsdauer: 11 min, UA: 22. September 1979 Norrköping, Norrköpings Symfoniorkester, Dirigent: Jorma Panula.
- 1978: Turnings för orkester (Turnings / Umkehrungen bzw. Abzweigungen für Orchester). Spieldauer: 19 min; UA: 13. Juni 1979 (TV-Sendung des SVT), Sveriges Radios Symfoniorkester, Dirigent: Göran Rydberg.
- 1988: Fantasia per orchestra för orkester; Spieldauer: 19 min; UA: 5. März 1989 Örebro Konserthus, Örebro symfoniorkester, Dirigent: Göran W Nilson.
- 1988: Intermezzi för kammarorkester. Ommagio a Ligeti e Lutoslawski. Spieldauer: 12 min; UA: 14. Februar 1989 Malmö, KammarensembleN (sic), Dirigent: Ansgar Krook.

#### Symphonien
- 1984: Sinfonia da camera för kammarorkester (Sinfonia di camera für Kammerorchester). Spieldauer: 21 min, UA: 14. August 1984 Stockholm Berwaldhallen, Dirigent: Georges-Elie Octors.
- 1986: Symfoni nr 1 för orkester (Symphonie Nr. 1 für Orchester). Spieldauer: 32 min; UA: 6. Februar 1987 Stockholm Berwaldhallen, Sveriges Radios Symfoniorkester, Dirigent: Leif Segerstam.
- 1987(?): Symphonie Nr. 2 (Fragment, unveröffentlicht)
- 1989: Sinfonia concertante: Symfoni nr 3 för altsaxofon och orkester (Sinfonia concertante: Symphonie Nr. 3 für Alt-Saxophon und Orchester [2010 Fassung für Sopran-Saxophon und Orchester]). Spieldauer: 27 min; UA: 16. November 1989 Trondheim, Solist: John-Edward Kelly, Trondheims symfoniorkester, Dirigent: Ronald Zollman.
- 2005: Symphonie Nr. 4 für Orchester (Kompositionsauftrag des Bayerischen Rundfunks / Musica Viva (München) und der Göteborger Symphoniker). Spieldauer: 25 min; UA: 12. Januar 2007 München, Herkulessaal der Münchner Residenz, Symphonieorchester des Bayerischen Rundfunks, Dirigent: Christoph Poppen.

#### Instrumentalkonzerte
- 1982: Concerto per fagotto ed archi för fagott och stråkorkester (Concerto per fagotto ed archi für Fagott und Streichorchester). Spieldauer: 20 min; UA: 19. Februar 1983 (?) Stockholm Konserthus, Solist: Knut Sönstevold, Kungliga Filharmonikerna, Dirigent: Jorma Panula.
- 1992: Klarinettkonsert – Sette passaggi för klarinett och orkester (Klarinettenkonzert – Sieben Wege für Klarinette und Orchester). Spieldauer: 23 min; UA: 11. Februar 1993, Helsingborgs konserthus, Solist: Håkan Rosengren, Helsinki Philharmonic Orchestra, Dirigent: Kazufumi Yamashita.
- 1992: Concerto per violino ed orchestra d’archi för violin och stråkorkester (Konzert für Violine und Streicher). Spieldauer: 22 min; UA: 26. März 1994 Kokkola, Solist: Jari Valo, Ostrobothnian Chamber Orchestra, Dirigent: Juha Kangas.
- 1992: Farfalle e ferro: Concerto per corno ed archi för horn och stråkorkester (Schmetterlinge und Eisen: Konzert für Horn und Streicherorchester). Spieldauer: 23 min; UA: 3. Juni 1992 Göteborg Konserthus, Solist: Sören Hermansson, Göteborgs Symfoniker, Dirigent: Neeme Järvi.
- 1996: Konsert för basklarinett och orkester (Konzert für Bassklarinette und Orchester), Spieldauer: 26 min; UA: 5. Februar 2004 Malmö Konserthus, Solist: Bo Pettersson, Malmö Symfoniorkester, Dirigent: Markus Lehtinen.
- 2000: Concerto per trombone för trombon och orkester (Concerto per trombone für Posaune und Orchester). Spieldauer: 23 min; UA: 14. September 2000 Malmö Konserthus, Solist: Christian Lindberg, Malmö Symfoniorkester, Dirigent: Stefan Solyom.
- 2002: Konsert för altsaxofon och stråkorkester (Konzert für Alt-Saxophon und Streichorchester [Fassung für Sopran-Saxophon und Streichorchester 2009]); Spieldauer: 30 min; UA: 30. Juni 2003 Vaasa, Solist: John-Edward Kelly, Ostrobothnian Chamber Orchestra, Dirigent: Juha Kangas.
- 2005 Concerto per violino, piano ed orchestra dubbelkonsert för violin, piano och orkester (Concerto per violino, piano ed orchestra Doppelkonzert für Violine, Klavier und Orchester), Spielzeit: 33 min; UA: 19. April 2006 Helsinki Finlandia talo / Finlandia-Halle, Solisten: Ulf Wallin, Roland Pöntinen, RSO Finnland, Dirigent: Pietari Inkinen.
- 2009: Concerto per violino, viola ed orchestra da camera dubbelkonsert för violin, viola och kammarorkester (Doppelkonzert für Violine, Viola und Kammerorchester [2 Hörner, 2 Oboen und Streicher]). Spielzeit: 25 min. UA: 25. November 2009 Helsinki Finlandia talo / Finlandia-Halle, Solisten: Ulf Wallin, Lars Anders Tomter, Ostrobothnian Chamber Orchestra, Dirigent: Juha Kangas
- 2010: Einsame Fahrt Concerto for Violin and Orchestra (Der Originaltitel ist deutsch; die Partitur gibt den Titel zunächst englisch: Solitary Journey; der deutsche Titel ist darunter kursiv etwas kleiner gesetzt). Spieldauer: 32 min; UA: 27. Oktober 2011 Stockholm Berwaldhallen, Solist: Ulf Wallin, Sveriges Radios Symfoniorkester, Dirigent: Manfred Honeck.

#### Orchester, Chor und Solisten
- 1979: Canto del vagabondo in memoria di Carolus Linnaeus för gossopran, damkör och orkester (Il canto del vagabondo in memoria di Carolus Linnaeus für Knabensopran, Frauenchor und Orchester). Spieldauer: 32; UA: 28. November 1980 Stockholm Berwaldhallen, Sveriges Radios Symfoniorkester, Damkör ur Radiokören, Dirigent: Herbert Blomstedt.
- 1998: Dante anarca oratorium för sopran, alt, tenor, bas, blandad kör och orkester (Dante Anarca Oratorium für Sopran, Alt, Tenor, Bass, gemischten Chor und Orchester). Text: Giacomo Oreglia: Dante Anarca e i suoi sei maestri / Dante Anarca und seine sechs Lehrmeister. Spieldauer: 80 min; UA: 18. Dezember 1998 Stockholm Berwaldhallen, Solisten: Lena Hoel, Anna Larsson, Göran Eliasson, Johan Edholm, Radiokören, Eric Ericsons Kammarkör, Sveriges Radios Symfoniorkester, Dirigent: Manfred Honeck.
- 2007: Quo vadis för tenor, blandad kör och orkester (Quo Vadis für Tenor, gemischten Chor und Orchester). Textzusammenstellung vom Komponisten aus Raoul Schrott: Die Erfindung der Poesie, Gustav Mensching: Das lebendige Wort – Texte aus den Religionen der Völker und den apokryphen Petrusakten / Apostelakten. Spieldauer: 60 min; UA: 15. Mai 2009 Stockholm Berwaldhallen, Solisten: Michael Weinius, Radiokören, Sveriges Radios Symfoniorkester, Dirigent: Johannes Gustavsson.

#### Werke für Streichorchester
- 1981: Desert point för stråkorkester (Desert point für Streichorchester). Spieldauer: 14 min; UA: 13. Februar 1982 Växjö, Musica Vitae, Dirigent: Gunnar Julin.
- 1987: Ostacoli för stråkorkester (Ostacoli/Hindernisse für Streichorchester). Spieldauer: 14 min; UA: 31. Januar 1988 Kaustinen, Ostrobothnian Chamber orchestra, Dirigent: Juha Kangas.
- 2001: Sinfonia per archi [Sinfonia da camera II] för stråkorkester (Sinfonia per archi für Streichorchester [Kammersinfonie II]). Spieldauer: 35 min; UA: 9. Februar 2002 Finnland, Ostrobothnian Chamber Orchestra, Dirigent: Juha Kangas.
- 2003: Ein schneller Blick … ein kurzes Aufscheinen för stråkorkester (Ein schneller Blick … ein kurzes Aufscheinen für Streichorchester). Spieldauer: 17 min; UA: 15. November 2003 Ronneby Kulturcentrum, Camerata Roman, Dirigent: Levon Chilingirian.
- 2016: Carosello: Disegno per pianoforte no 3 för piano, Streicherfassung von Christoph Schlüren und Lucian Beschiu[32]

### Kammermusik

#### DieDisegno-Werke
- 1974: Disegno della pioggia för fyrhändigt piano, cello och xylofon (Disegno della pioggia / Regenbild für Klavier zu vier Händen, Violoncello und Xylophon). Spieldauer: 9 min; UA: 10. Oktober 1974 Helsinki, Ensemble Harpans Kraft.
- 1975: Disegno per quartetto d'archi (1974/75) för stråkkvartett (Disegno per quartetto d'archi für Streichquartett). Spieldauer: 8 min; UA: 23. März 1976 Radiohusets Studio Stockholm, Crafoordkvartetten.
- 1975: Disegno per sestetto d'ottoni för 2 trumpeter, 2 tromboner, horn och tuba (Disegno / Zeichnungen/Entwürfe für Bläsersextett für 2 Trompeten, 2 Posaunen, Horn und Tuba). Spieldauer: 7 min; UA: 26. Oktober 1976 (ISCM Festival Boston, USA). Solisten: The New England Conservatory Contemporary Music Ensemble, Dirigent: Gunther Schuller.
- 1977: Disegno per violoncello för solocello (für Violoncello solo). Spieldauer: 5 min; UA: 8. Juni 1978, Stockholm Radiohuset (?), Solist: Peter Schuback.
- 1980: Disegno per clarinetto för soloklarinett (für Klarinette solo). UA: 5. August 1980 Stockholm Kulturhuset. Solist: Kjell-Inge Stevensson.
- 1982: Disegno per clavicembalo för solocembalo. Aufführungsdauer: 6 min; UA: 10. Oktober 1982 Norrköping.
- 1984: Disegno per trombone för solotrombon (Disegno per trombone für Posaune solo). UA: 1. Februar 1984 Stockholm, Solist: Jörgen Johansson.
- 1984: Disegno per flauto för soloflöjt (Disegno per flauto für Flöte solo). UA: 25. Februar 1985 Härnösand, Solistin: Manuela Wiesler.
- 1984: Disegno per pianoforte för piano. Spieldauer: 8 min.
- 1987: Disegno per pianoforte no 2 för piano (Disegno für Klavier Nr. 2). Spieldauer: 9 min; UA: 24. August 1988 Stockholm.
- 2005: Carosello: Disegno per pianoforte no 3 för piano. Spieldauer: 8 min. UA: 4. Oktober 2005, Malmö Palladium, Solist: Hans Pålsson.

#### Werke für Soloinstrumente
- 1970/1992: In medias för soloviolin (In medias für Violine solo). Spieldauer: 7 min; UA: 26. April 1992 Karleby Rådhuset. Solist: Jari Valo.
- 1973: Versione för piano. Spieldauer: 5 min.
- 1983: Suolo för piano (Suolo für Klavier). UA: 1983 (?) USA (?) Washington(?), Solist: Alan Mandel.
- 1988(?): Preludio för solotrumpet. Universal Edition (Fanfares. New Pieces for Solo Trumpet, 1989).

#### Klavier mit diversen Soloinstrumenten
- 1986: Poem (1986/1988) för altsaxofon och piano (Poem für Altsaxophon und Klavier [Fassung für Alt-Saxophon von Längs radien]). Spieldauer: 10 min, UA: 10. Dezember 1988 São Paulo (Brasilien), Solisten: John-Edward Kelly (Alt-Saxophon), Amilcar Zani (Klavier).
- 2002: Abendlicht för oboe och piano (Abendlicht für Oboe und Klavier); Spieldauer 14 min; UA: 29. Juni 2002 Båstad Kammermusikfestival, Solisten: Helen Jahrén (Oboe), Mats Widlund (Klavier).
- 2003: Wellen för fagott och piano (Wellen für Fagott und Klavier). Spieldauer: 10 min; UA: 27. Juni 2003 Rottweil (Klassikfestival Sommersprossen), Solisten: Knut Sönstevold (Fagott), Chia Chou (Klavier).

#### Trio-Formationen
- 1981: Notturno för basklarinett, cello och piano (Notturno für Bassklarinette, Violoncello und Klavier). UA: 22. März 1982 Stockholm. Solisten: Kjell-Inge Stevensson (Bassklarinette), Ola Karlsson (Violoncello), Roland Pöntinen (Klavier).
- 1996: Trio per violino, corno et pianoforte för horn, violin och piano (Trio für Horn, Violine und Klavier). Spieldauer: 30 min; UA: 16. November 1996 Stockholm Konserthus, Solisten: Sören Hermansson, Nils-Erik Sparf, Arne Torger
- 2010: Trio för violin, vibrafon och piano (Trio für Violine, Vibraphon und Klavier). Spieldauer: 17 min; UA: 6. Juli 2010 Ytterjärna Kulturhuset, Trio Roma (Roland Pöntinen, Mats Zetterqvist, Anders Loguin)
- 2013: Ahnungen. Trio d’archi (Streichtrio; Violine, Viola und Violoncello). Spieldauer: 26 min; UA: 10. Februar 2014 Stockholm Konserthus,[33] Trio ZilliacusPerssonRaitinen

#### Quartett-Formationen
- 1970: Melos för stråkkvartett (Melos für Streichquartett)
- 1983: Senza risposte för flöjt, violin, cello och piano (Senza risposte für Flöte, Violine, Violoncello und Klavier). UA: 24. Juni 1984 Harstad.
- 1990: Fogliame för piano och stråktrio (Fogliame / Blätter für Klavier und Streichtrio). Spieldauer: 20 min; UA: 1. Juni 1991 Arjeplog (Lapplands festspel), Britten Quartet.
- 1991: Quartetto d'archi för stråkkvartett (Quartetto d'archi für Streichquartett). Spieldauer: 22 min; UA: 3. Juni 1991 Arjeplog (Lapplands festspel), Tale Quartet.

#### Quintett-Formationen
- 1972: Pick-Nick Bläserquintett (für Schulkonzertaufführungen), Spieldauer: 5 min.
- 1978: La Fièvre för blåskvintett (Fieber für Bläserquintett). Spieldauer: 8 min; UA: 1. August 1979.
- 1978: Malaria för klarinett, trumpet, trombon, slagverk, kontrabas (Malaria für Klarinette, Trompete, Posaune, Perkussion und Kontrabass). Spieldauer: 11 min; UA: 7. Dezember 1978, Stockholm, Solisten: Studentenensemble der Kungliga Musikhögskolan (Königliche Musikhochschule Stockholm), (darunter Christian Lindberg, Posaune), Dirigent: Kjell-Inge Stevensson.
- 1980: Ombra för klarinett och stråkkvartet (Ombra / Schatten für Klarinette und Streichquartett). Spieldauer: 22 min; UA: 23. April 1981 Stockholm Radiohuset, Solist: Kjell-Inge Stevensson, Savinkvartetten.
- 1983: Dai cammini misteriosi för 2 oboer, fagott, cembalo och kontrabas (für 2 Oboen, Fagott, Cembalo und Kontrabass). UA: 28. November 1985 Braunschweig (Tage für neue Musik), Solist: Knut Sönstevold, Merlin Quartett.
- 1984: Quintetto per clavicembalo e quartetto d'archi för cembalo och stråkkvartett (Quintett für Cembalo und Streichquartett). Spieldauer: 31 min; UA: 6. Oktober 1985 Berwaldhallen Stockholm, Solistin: Eva Nordwall, Arditti Quartet.
- 2003: Pentagramm för oboe, klarinett, fagott, horn och piano (Pentagramm für Oboe, Klarinette, Fagott, Horn und Klavier). Spieldauer: 16 min; UA: 29. Juni 2003 Rottweil, Solisten: Ingo Goritzki, Ulf Rodenhäuser, Knut Sönstevold, Dariusz Mikulski, Chia Chou.

#### Werke für mehr als 5 Solisten
- 1980: Serenad i gömstället för recitatör, flöjt, klarinett, horn, harpa och stråktrio (Serenade im Versteck für Sprecher, Flöte, Klarinette, Horn, Harfe und Streichtrio). Text: Lars Norén. Spieldauer: 32; UA: 21. März 1982.
- 1987: Sotto il Segno del Sole för slagverkare, 3 flöjter, 3 oboer, 3 klarinetter, 3 fagotter, 3 horn och kontrabas (Unter dem Zeichen der Sonne für Schlagzeug, 3 Flöten, 3 Oboen, 3 Klarinetten, 3 Fagotte, 3 Hörner und Kontrabass). Spieldauer: 15 min; UA: 3. Februar 1988 Helsinki, Falu blåsarkvintett, Omnibus kammarblåsare und Kroumata, Dirigent: Anders Loguin.
- 1988: Intermezzi för kammarorkester; Spieldauer: 13 min; UA: 14. Februar 1989 Stockholm (?), Dirigent: Ansgar Krook.
- 1996: Kimmo för trumpet och sex slagverkare (Kimmo für Trompete und sechs Schlagwerker), Spieldauer: 17 min; UA: 27. November 1996 Hudiksvall Folkets Hus, Solist: Håkan Hardenberger, Kroumata.
- 1997: Venti anni avanti för 2 marimbor, 2 xylofoner och piano (Venti Anni Avanti für 2 Marimba, 2 Xylophone und Klavier), Spieldauer: ?; UA: 13. Februar 1998 Stockholm Konserthus, Kroumata, Klavier: Roland Pöntinen.
- 2009: Fantasia per sei strumenti för flöjt, klarinett, piano, violin och cello (Fantasie für sechs Instrumente für Flöten [Piccolo und Alt], Klarinette, Klavier, Violine, Viola und Violoncello), Spieldauer: 11 min. UA: 28. Mai 2010 Studio Acusticum in Piteå, Ensemble Norrbotten Neo.

### Vokalwerke
- 1970: Kantillation för mezzosopran och orgel.
- 1970: Hymn för minst 6 mansröster, blåsare och slagverk (Hymne für mindestens 6 Gesangstimmen, Bläser und Schlagwerk). Lateinische Spruchdichtung; Spieldauer: 11 min; UA: 1. Januar 1971 Helsinki.
- 1971: Då sade man … och nu för mezzosopran och ensemble (Da sade ma … och nu nach japanischen Gedichten für Sopran, Bassklarinette, Violoncello, Vibraphon und Tam-Tam). Spieldauer: 5 min. Text: Japanische Gedichte in schwedischer Übersetzung von P E Wahlgren, UA-Datum: ?; Solisten: Kerstin Ståhl, Mitglieder von Harpans Kraft, Dirigent: Göran Rydberg.
- 1972: I natten alltid resa text-ljudkomposition. Text: Nazim Hikmet. UA: Fyklingen 17. April 1972.
- 1972: Tider för mezzosopran, trombon, cello, elorgel, marimba, vibrafon, pukor och två slagverkare. Spieldauer: 20 min; UA: 30. November 1972 Fyklingen, Stockholm; Solisten: Harpans Kraft.
- 1973: Quo vadis för mezzosopran, ensemble och band (Quo vadis für Mezzosopran, Ensemble und Tonband). Text: Lateinische Spruchdichtung. Spieldauer: 25 min; UA: 10. Februar 1973 Göteborg Konstmuséet. Solistin: Kerstin Ståhl; Ensemble Harpans Kraft.
- 1973 Inför Logos för sopran, alt, tenor, bas och band; Spieldauer: 14 min; UA: 14. Februar 1973 Fyklingen, Stockholm. Solisten: Camerata Holmiae.
- 1976: Kantat Den gröna rosen för sopran, saxofonkvartett och slagverk (für Sopran, Saxophon Quartett und Schlagzeug). Text: Tadeusz Rózewicz. Aufführungsdauer: 13 min. UA: 7. März 1978 Stockholm Seglora kyrka. Solistin: Ilona Maros, Stockholms kammarblåsare, Dirigent: Per Lyng.
- 1986: Längs radien för röst och piano (Längsradien für Stimme und Klavier), Text: Tomas Tranströmer. Spieldauer: 10 min; UA: 30. März 1987 Stockholm Konserthus, Solisten: Ilona Maros und Bengt Forsberg.
- 1993: Vier Lieder för mezzosopran och piano (Vier Lieder für Mezzosopran und Klavier). Text: Johann Wolfgang von Goethe (Gefunden, Eigentum, Grenzen der Menschheit, Wandrers Nachtlied / Ein Gleiches). Spieldauer: 12 min, UA: 11. Juni 1993, Bergen Håkonshallen, Solisten: Ragnhild Heiland Sørensen, Nils Anders Mortensen.
- 1995: Soliloquy of the Solipsist för röst och piano (Soliloquy des Solipsisten für Stimme und Klavier). Text: Sylvia Plath. Spieldauer: 14 min; UA: 17. Oktober 1995, Stockholm Radiohuset, Solisten: Lena Hoel, Bengt-Åke Lundin.

#### Chor a cappella
- 1972: Memet för blandad kör a cappella (Memet für gemischten Chor a cappella). Text: Nazim Hikmet. UA: 8. April 1973 Umeå, Musikhögskolans kammarkör, Dirigent: Eric Ericson.
- 1973: Oktober för blandad kör (Oktober für gemischten Chor). Text: Werner Aspenström.
- 1984: Breathing Room: July för blandad kör a cappella (Breathing Room: July für gemischten Chor a cappella). Text: Tomas Tranströmer, in englischer Übersetzung von May Swanson. Aufführungsdauer: 20 min; UA: 13. Oktober 1984 Södertälje Ragnhilds kyrka, Eric Ericsons Kammarkör, Dirigent: Eric Ericson.
- 1985: Ave maris stella för blandad kör a cappella (für gemischten Chor a cappella). Aufführungsdauer: 5 min; UA: 28. September 1985 Helsinki, Mikaeli kammarkör, Dirigent: Anders Eby.

### Musikdrama
- 1974 En av oss kyrkoopera för recitatör, talkör, 3 dansare, blandad kör och orkester (Einer von uns, Kirchenoper für Sprecher, Sprechchor, 3 Tänzer, gemischten Chor und Orchester). Libretto: Bengt V Wall. Spieldauer: 55 min; UA: ?
- 2011: Karolinas sömn för sopran och kammarensemble (Karolinas Schlaf für Sopran und Kammerorchester). Libretto: Bengt Emil Johnson, basierend auf dem authentischen Fall der Karolina Olsson. Spieldauer: 48 min; UA: 4. Juni 2012 in Konsthallen Artipelag, Hålludden, Värmdön. Auftragswerk von Königliche Oper (Stockholm), Solistin: Lena Hoel; Kungliga Hovkapellet; Dirigent: Daniel Blendulf; Regie: Christina Ouzounidis[34][35]

### Elektroakustische Musik
- 1969 Bylåt för band
- 1969 En saga för band
- 1969 Fata morgana för band
- 1969 Kvällsmusik för band
- 1969 När Orpheus skrek till i underjorden för band
- 1971 Från Thor i fjäll för band. UA: Fyklingen 8. November 1971
- 1971 Musik för tre sputnikar för band. Kollektivkomposition med flera tonsättare (Gemeinschaftskomposition mit mehreren Komponisten). UA: Fyklingen 9. Dezember 1971